# Алисов, Пётр Федосеевич
Пётр Федосеевич Алисов (5 [17] августа 1846, село Петровское, Курская губерния, ныне Белгородская область — после 1928, Ленинград) — русский публицист, поэт. Находясь в оппозиции к российской императорской семье, Алисов долгое время жил в эмиграции.

## Биография
Родился 5 августа (17 августа) 1846 в селе Петровское Старооскольского уезда Курской губернии, которое ныне располагается в Белгородской области. По другим данным, место его рождения — село Цыгановка той же губернии. Семья принадлежала к старинному дворянскому роду Алисовых, и Пётр приходился внучатым племянником декабристу Владимиру Раевскому. Воспитывался в Воронежском кадетском корпусе, который не окончил. По данным биографического словаря «Русские писатели 1800—1917» он поступил туда в 1857 году и обучался до 1862 года, однако сам Алисов в одном из своих сочинений датой поступления указывает 1859 год. В кадетском корпусе Алисов впервые познакомился с работами Спинозы, Канта, Шлегеля, Шеллинга, Гегеля, «не понимая в них ни единого слова». Из других текстов, которые кадетам пересылали харьковские студенты, Алисов называет «Силу и Материю» Бюхнера, «Сущность христианства» Фейербаха и «Жизнь Иисуса» Ренана. В целом, о кадетском корпусе Алисов оставил самые нелестные воспоминания. По его словам, один из его братьев умер от кори в карцере, куда был брошен за незначительную провинность. Кроме того, в корпусе практиковались жестокие наказания, в том числе, порка.
С 1862 по 1865 год Алисов жил в своем имении, а затем несколько лет провёл на юге России — в Одессе и Крыму. В 1870 году (по другим данным — в 1871-м) поселился вместе с женой во Франции, где стал сочинять антиправительственные брошюры. Бывал в Египте и Италии. С 1877 года стал постоянным сотрудником газеты «Общее дело», кроме того, эпизодически писал для журнала Петра Ткачёва «Набат». В том же году издал «Сборник литературных и политических статей», где откликался на последние события, будь то Дело Нечаева или процесс Павленкова, а также писал о Жорж Санд, Шекспире и русских романистах. Например, повесть Ивана Тургенева «Довольно» Алисов характеризует как «разросшееся до гигантских размеров „И скучно и грустно“ Лермонтова», добавляя, что сочинение «от первой и до последней строки пахнет трупом; оно проникнуто разложением». 27 января 1880 года Алисов был выдворен из Франции усилиями префекта города Ницца. По сообщению корреспондента La Lanterne, после приезда в Канны российской императрицы Марии Александровны префект потребовал от Алисова, чтобы его брошюры исчезли со всех прилавков (фр. il exige que ses brochures disparaissent momentanément de toutes les vitrines où elles sont en vente), а когда Алисов не подчинился, префект запретил ему въезд в страну. Дело приобрело большую огласку: даже в библиотеке Карла Маркса был выпуск «Набата» с брошюрой Алисова «Александр II Освободитель», которая послужила главной причиной изгнания.

Жил он себе в прекрасной вилле на берегу Средиземного моря, ни одного революционера, кажется никогда в глаза не видел, но имел одну манию — писать брошюры. Сотни он их написал за восьмидесятые годы. В литературную критику редко пускался, больше писал о министрах, а самой любимой его темой был один физический недостаток Победоносцева. Человек он, должно быть, добрый, и наши голодные наборщики радовались его заказам, так как платил он хорошо, но распространять его произведения и они не решались. Никто их не продавал, не читал, и не было, мне кажется, ни одного эмигранта, который не обиделся бы, если бы его сравнить с Алисовым, как писателем.— Вера Засулич. Воспоминания
Едва Алисов бежал из Франции в Италию, как против него был начат новый судебный процесс: газета La Justice написала о том, что его арестовали в Сан-Ремо за публикацию памфлета «Александр II Освободитель» и приговорили к трём месяцам тюрьмы и выплате штрафа в размере 500 франков. В том же году он опубликовал критическую статью «Ф. М. Достоевский. (Примечания к овациям)», а уже в следующем году вернулся в Ниццу, чтобы в 1883 снова быть изгнанным с территории Франции. В ноябре 1894 года французские газеты перепечатали письмо «известного нигилиста, князя Алисова» (фр. une lettre du célèbre nihiliste prince Alissoff) о том, что Александр III был якобы отравлен революционерами при помощи маленьких доз фосфора(фр. par une série de légères doses de phosphore). В мае 1898 года Алисов был арестован во Флоренции как «ревностный распространитель социалистических идей». В 1904 году на французском языке вышел перевод его книги «Христианство перед судом социализма». В 1917 году Алисов вернулся в Россию, и дальше его след теряется. Вероятно, он умер после 1928 года в Ленинграде.

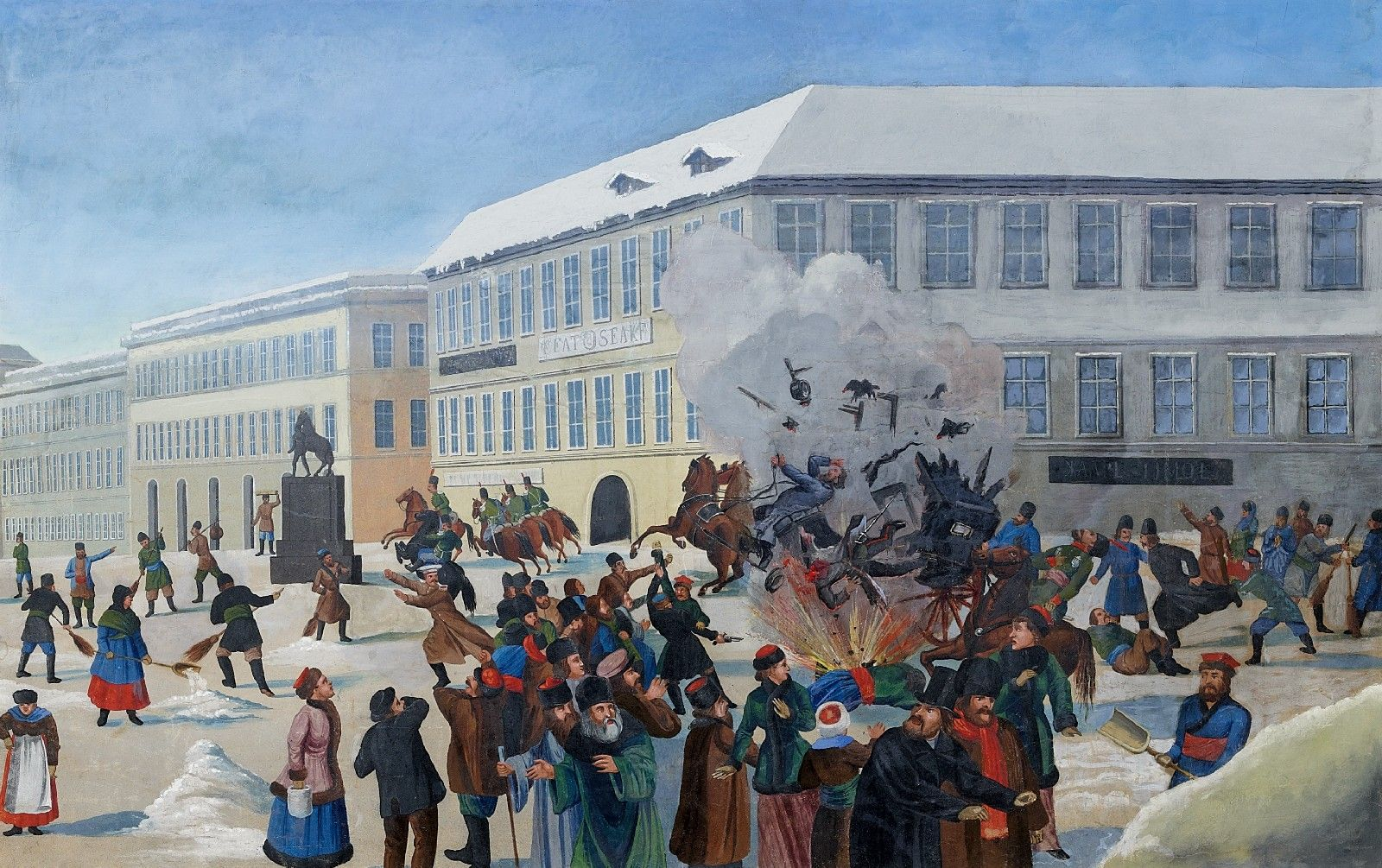
года покушение на Александра II закончилось его смертью. Неизвестный художник.

## Творчество и политические взгляды
По общему мнению, уровень стихотворений Петра Алисова невысок, и они не имеют художественной ценности. Тем не менее ряд из них привлёк внимание современников, например, атеистическая поэма «Сатана». Его статьи выдержаны в духе партии «Народная воля» и распадаются на две части. До 1878 года он был сторонником мирной и постепенной пропаганды социалистических идей вне политической борьбы. Однако после покушения Веры Засулич он становится более радикальным в своих взглядах, о чём свидетельствует выпущенная им в 1893 году брошюра «Террор». В ней Алисов говорит буквально следующее: «Народная воля» потерпела неудачу из-за того, что тратила слишком много сил на «устройство тайных типографий, на организацию кружков среди военных и прочее», в то время как всем этим следовало заняться «в самом конце, в период полного торжества». Народовольцы сочиняли несбыточные программы, но всё это было лишним, поскольку террор несёт программу в самом себе, и ему не нужны сильные оправдания: «…Взорванный дворец, в прах обращенный колоссальный поезд… царь, разорванный в лохмотья среди бела дня… — в своем роде заповеди, произнесённые на Синае, среди туч, молний, громов… Как были ясны дела революционеров! Как они много говорили за себя, не нуждаясь в сложных программах!». Тексты Алисова были настолько непосредственными, что Плеханов в рецензии на одну из брошюр насмешливо советовал ему «поубавить крепость своих выражений», иначе его перестанут читать дамы. На публицистике Алисова сказалось влияние Варфоломея Зайцева, с которым он приятельствовал. В общем, являясь одним из наиболее радикальных идеологов эмиграции, Алисов высказывался о необходимости физического уничтожения коронованных особ. По его мнению, для изменения системы было достаточно убрать лишь нескольких проводников государственной политики.

## Книги
- Сборник литературных и политических статей. — Genève — Balle — Lyon: H. Georg, Libraire-Editeur, 1877. — 316 с.
- Александр II Освободитель. — Genève: Imprimerie russe, 1879. — 24 с.
- Александр III Реформатор : картина 1-2. — Genève: Типография А. Трусова, 1881. — 32 с.
- Витова пляска. — Genève: Типография А. Трусова, 1881. — 16 с.
- Апогей и перигей; Теплое слово о предательстве. — Genève: Imprimerie russe, 1889. — 16 с.
- Будда [и другие стихотворения]. — Женева: Вольная русская типография, 1892. — 16 с.
- Ящик Пандоры или Прелести самодержавия. — Genève, 1896. — 48 с.
- Le christianisme jugé par le socialisme. — Nice: Imprimerie Honoré Robaudi, 1904. — 184 с.